# Il barone di Torreforte
Il barone di Torreforte és una òpera en dos actes composta per Niccolò Piccinni sobre un llibret italià d'autor desconegut. S'estrenà al Teatro Capranica de Roma el 10 de gener de 1765.
A Catalunya s'estrenà el 1765 al Teatre de la Santa Creu de Barcelona. El fet que s'acabava d'estrenar a Roma aquell mateix any, indicaria un fort interès dels empresaris de Barcelona per donar a conèixer la nova producció del que ja s'havia convertit en un dels compositors més famosos del moment. De fet, era la desena òpera de Piccinni que s'hi estrenava des del 1760.